# Saxon (음반)
《Saxon》은 영국의 헤비 메탈 밴드 색슨이 발표한 데뷔 스튜디오 음반으로, 1979년 5월, 카레어 레코드를 통해 발매되었다. 이 음반은 뉴 웨이브 오브 브리티시 헤비 메탈(NWOBHM) 운동의 초창기에 등장한 작품으로, 밴드가 본격적으로 음악 경력을 시작한 첫걸음으로 평가된다.

## 배경
《Saxon》은 프로그레시브 록, 글램 록, 하드 록의 요소가 혼재되어 있으며, 후대의 파워 메탈 스타일보다 실험적인 구조를 띠고 있다. 예를 들어 〈Rainbow Theme〉과 〈Frozen Rainbow〉는 유라이어 힙과 같은 장대한 구성의 서정곡이며, 〈Militia Guard〉는 퀸 스타일의 백 보컬과 군사적 드럼 리듬이 조화를 이루는 미니 서사시다.
반면, 대표곡 〈Stallions of the Highway〉와 〈Backs to the Wall〉에서는 훨씬 강렬한 빠른 템포와 라이브 에너지 넘치는 퍼포먼스를 보여주며, 이후 《Wheels of Steel》 등의 음반에서 보여줄 밴드의 본격 방향성을 예고한다.
전반적으로 이 음반은 색슨이 본격적으로 성장하기 이전, 다양한 스타일을 실험하던 시기의 기록으로 평가되며 팬들과 메탈 역사 연구자들에게는 중요한 초기 작품으로 자리매김하고 있다.

## 평가
| 전문가 평가                      | 전문가 평가 |
| 평가 점수                        | 평가 점수   |
| 출처                             | 점수        |
| -------------------------------- | ----------- |
| AllMusic                         | [ 4 ]       |
| Collector's Guide to Heavy Metal | 5/10        |

올뮤직의 에두아르도 리바다비아는 음반에 5점 만점에 3점을 주었고, 혼합 리뷰에서 이 음반을 "폭풍 전의 고요함"이라고 표현했다. 리바다비아는 당시 스튜디오에서의 경험 부족과 음반사인 카레어가 "헤비 메탈 사운드를 테이프에 담는 방법"을 몰랐다고 비판했는데, 이는 음반이 "색슨의 진정한 성격, 파워, 작곡 잠재력을 암시할 뿐"이라고 말했다. 그는 또한 프로그레시브 록 사운드를 가진 〈Rainbow Theme〉/〈Frozen Rainbow〉와 글램 록 사운드를 가진 〈Big Teaser〉와 〈Still Fit to Boogie〉가 "음악적 방향성에 관한 몇몇 남아있는 의심들을 시사했지만", 전반적으로는 "이 LP가 색슨을 지도 위에 올려놓는 데 도움을 주었다"고 말했다. 캐나다 저널리스트 마틴 포포프는 이 음반을 "약하게 녹음되고 실행력이 소심하다"고 판단하며, 색슨이 나중에 만들어낼 "더 타협하지 않는 형태의 메탈"에 대한 힌트만으로 "너무 많은 70년대 스타일, 거의 어울리지 않는 스타일"을 강조했다.

## 곡 목록
모든 곡들은 비프 바이퍼드, 폴 퀸, 그레이엄 올리버, 스티브 도슨 그리고 피트 길에 의해 작사/작곡하였다.
| #  | 제목               | 재생 시간 |
| -- | ------------------ | --------- |
| 1. | 〈Rainbow Theme〉  | 3:07      |
| 2. | 〈Frozen Rainbow〉 | 2:29      |
| 3. | 〈Big Teaser〉     | 3:55      |
| 4. | 〈Judgement Day〉  | 5:31      |

| #  | 제목                         | 재생 시간 |
| -- | ---------------------------- | --------- |
| 5. | 〈Stallions of the Highway〉 | 2:52      |
| 6. | 〈Backs to the Wall〉        | 3:09      |
| 7. | 〈Still Fit to Boogie〉      | 2:53      |
| 8. | 〈Militia Guard〉            | 4:50      |